# Музей на „Македонска трибуна“
Музеят на „Македонска трибуна“ или Македонски музей на Северна Америка (на английски: Macedonian Tribune Museum, Macedonian Museum of North America) се помещава в сградата на Македонската патриотична организация, която същевременно е редакция на организационния вестник „Македонска трибуна“.
Намиращ се в центъра на Форт Уейн, музеят е основан, за да промотира, съхранява и дава информация на посетителите за историята, традициите, религията, културата, изкуството и обичаите на преселниците от Македония. В музея се организират работилници за деца, където те могат да се представят посредством рисуване. Музейната експозиция представя стотици артефакти на македоно-българската емиграция в Северна Америка.
Музеят е основан заедно с редакцията на „Македонска Трибуна“ в Индианаполис през 1927 година, а през 80-те години на XX век е преместен във Форт Уейн.